# Dettopsomyia
Dettopsomyia is een vliegengeslacht uit de familie van de Fruitvliegen (Drosophilidae).

## Soort
- D. nigrovittata (Malloch, 1924)